# Puchar Grecji w koszykówce kobiet
Puchar Grecji w koszykówce kobiet (grec. Κύπελλο Ελλάδος καλαθοσφαίρισης γυναικών) – cykliczne krajowe rozgrywki sportowe, prowadzone systemem pucharowym, organizowane corocznie (co sezon) przez Grecką Federację Koszykówki dla greckich żeńskich klubów koszykarskich. Drugie – po mistrzostwach Grecji – rozgrywki w hierarchii ważności, w greckiej koszykówce. Rozgrywki zostały zainicjowane w 1995.

## Finały
| Sezon   | Zwycięzca                                                    | Wynik                                                        | Finalista                                                    | Miejsce                                                      |
| ------- | ------------------------------------------------------------ | ------------------------------------------------------------ | ------------------------------------------------------------ | ------------------------------------------------------------ |
| 1995–96 | Sporting                                                     | 98−56                                                        | Komotini                                                     | Ptolemaida                                                   |
| 1996–97 | Apollon Kalamaria                                            | 57−55                                                        | Olympiakos Wolos                                             | Katerini                                                     |
| 1997–98 | Thriamvos Ateny                                              | 77−55                                                        | Sporting                                                     | Ateny                                                        |
| 1998–99 | Sporting                                                     | 48−44                                                        | Thriamvos Ateny                                              | Ateny                                                        |
| 1999–00 | Panathinaikos                                                | 74−72                                                        | Apollon Ptolemaida                                           | Seres                                                        |
| 2000–01 | DAS Ano Liosia                                               | 61−55                                                        | Sporting                                                     | Wolos                                                        |
| 2001–02 | ANO Glifada                                                  | 72−68                                                        | Megas Alexandros Saloniki                                    | Saloniki                                                     |
| 2002–03 | ANO Glifada                                                  | 66−56                                                        | Megas Alexandros Saloniki                                    | Ateny                                                        |
| 2003–04 | DAS Ano Liosia                                               | 64−59                                                        | Asteras Exarchia                                             | Ateny                                                        |
| 2004–05 | Sporting                                                     | 61−60                                                        | DAS Ano Liosia                                               | Ateny                                                        |
| 2005–06 | Esperides Kallithea                                          | 61−57                                                        | Sporting                                                     | Ateny                                                        |
| 2006–07 | Esperides Kallithea                                          | 58−53                                                        | MAS Kastoria                                                 | Wolos                                                        |
| 2007–08 | Esperides Kallithea                                          | 67−53                                                        | Apollon Ptolemaida                                           | Weria                                                        |
| 2008–09 | Esperides Kallithea                                          | 70−58                                                        | Paleo Faliro                                                 | Ateny                                                        |
| 2009–10 | Athinaikos                                                   | 87−39                                                        | Nea Philadelfia/Nea Chalkidona                               | Weria                                                        |
| 2010–11 | Athinaikos                                                   | 64−61                                                        | Proteas Wula                                                 | Ateny                                                        |
| 2011–12 | Athinaikos                                                   | 57−50                                                        | Esperides Kallithea                                          | Ateny                                                        |
| 2012–13 | Proteas Wula                                                 | 52−50                                                        | PAOK                                                         | Wolos                                                        |
| 2013–14 | A.E. Sourmena-Eliniko                                        | 57−55                                                        | Panathinaikos                                                | Kos                                                          |
| 2014–15 | A.E. Sourmena-Eliniko                                        | 46−42                                                        | Anagennisi Neo Rysio                                         | Glifada                                                      |
| 2015–16 | Olympiakos Pireus                                            | 63−60                                                        | Panathinaikos                                                | Leukada                                                      |
| 2016–17 | Olympiakos Pireus                                            | 103−68                                                       | Panionios                                                    | Glifada                                                      |
| 2017–18 | Olympiakos Pireus                                            | 68−53                                                        | PAOK                                                         | Glifada                                                      |
| 2018–19 | Olympiakos Pireus                                            | 78−69                                                        | Niki Lefkada                                                 | Chania                                                       |
| 2019–20 | Ze względu na pandemię COVID-19 rozgrywki zostały przerwane. | Ze względu na pandemię COVID-19 rozgrywki zostały przerwane. | Ze względu na pandemię COVID-19 rozgrywki zostały przerwane. | Ze względu na pandemię COVID-19 rozgrywki zostały przerwane. |
| 2020–21 | Ze względu na pandemię COVID-19 rozgrywki zostały przerwane. | Ze względu na pandemię COVID-19 rozgrywki zostały przerwane. | Ze względu na pandemię COVID-19 rozgrywki zostały przerwane. | Ze względu na pandemię COVID-19 rozgrywki zostały przerwane. |
| 2021–22 | Olympiakos Pireus                                            | 59−48                                                        | Eleftheria Moschato                                          | Chania                                                       |
| 2022–23 | Panathinaikos                                                | 66−61                                                        | Eleftheria Moschato                                          | Ano Liosia                                                   |
| 2023–24 | Panathinaikos                                                | 87−62                                                        | Esperides Kallithea                                          | Heraklion                                                    |
| 2024–25 | Olympiakos Pireus                                            | 59-51                                                        | PAS Janina                                                   | Heraklion                                                    |

## Zdobyte puchary według klubów
| Klub                  | Puchary | Sezony                             |
| --------------------- | ------- | ---------------------------------- |
| Olympiacos Pireus     | 6       | 2016, 2017, 2018, 2019, 2022, 2025 |
| Esperides Kallithea   | 4       | 2006, 2007, 2008, 2009             |
| Sporting              | 3       | 1996, 1999, 2005                   |
| Athinaikos            | 3       | 2010, 2011, 2012                   |
| Panathinaikos         | 3       | 2000, 2023, 2024                   |
| DAS Ano Liosia        | 2       | 2001, 2004                         |
| ANO Glifada           | 2       | 2002, 2003                         |
| A.E. Sourmena-Eliniko | 2       | 2014, 2015                         |
| Apollon Kalamaria     | 1       | 1997                               |
| Thriamvos Ateny       | 1       | 1998                               |
| Proteas Wula          | 1       | 2013                               |